# Narva-Triumphbogen

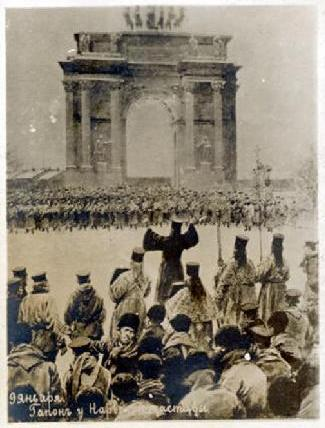
Pater Gapon und die aufgebrachte Menge am Blutsonntag

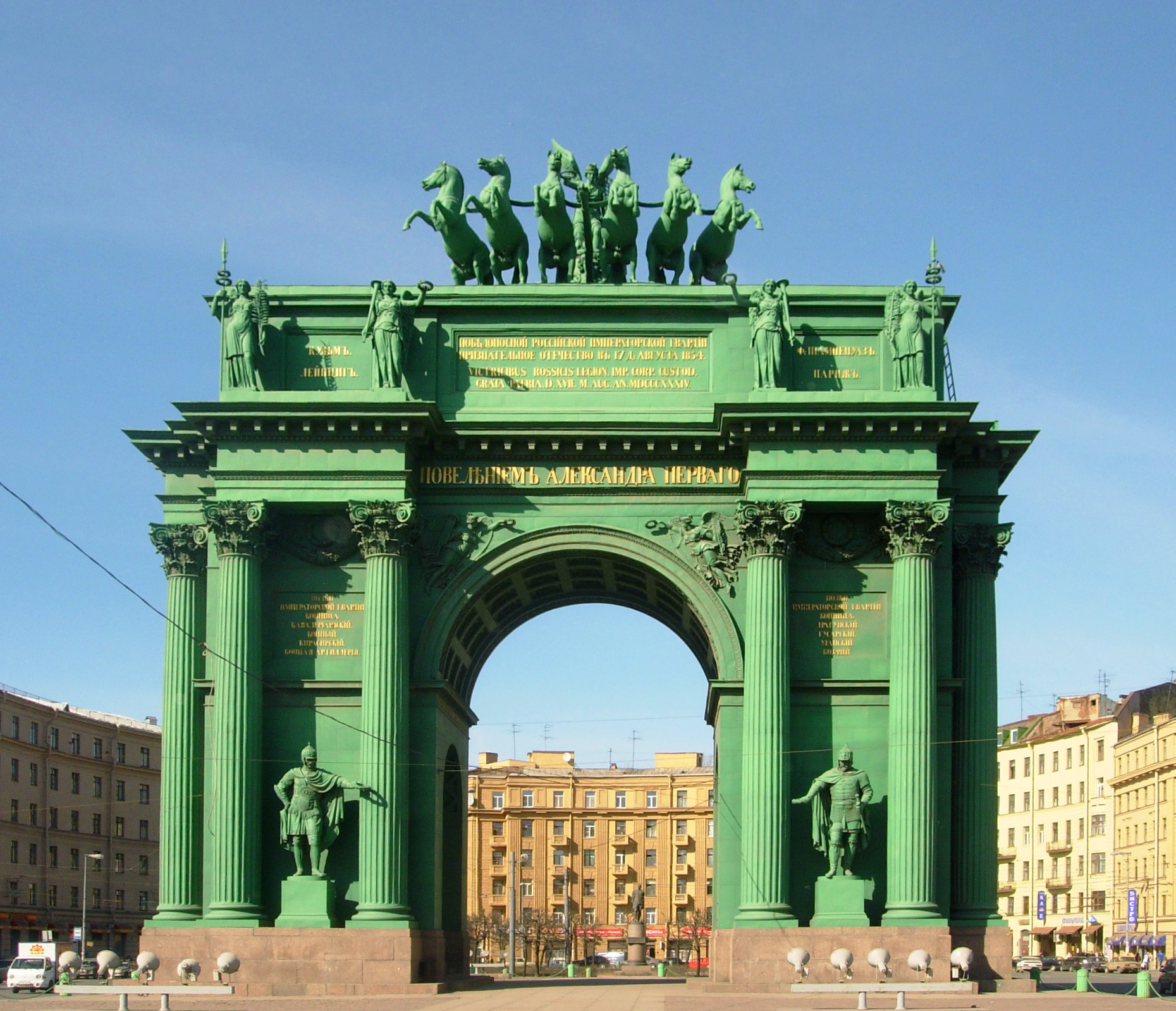
Narva-Tor

Der Narva-Triumphbogen (russisch На́рвские триумфа́льные воро́та) wurde von 1827 bis 1834 auf dem weitläufigen Narva-Platz in Sankt Petersburg errichtet, um an den Sieg Russlands über Napoleon im Russlandfeldzug 1812 zu erinnern. Das erste Bauwerk wurde 1814 vom Architekten Giacomo Quarenghi entworfen und innerhalb eines Monats an der St. Petersburger Stadtgrenze errichtet, um die nach dem entscheidenden Sieg über Napoleon heimkehrenden Soldaten zu begrüßen. Die Gestaltung ist eine Anspielung auf den Arc de Triomphe du Carrousel in Paris, der anlässlich von Napoleons Sieg in der Schlacht bei Austerlitz über die Alliierten, zu denen auch Russland gehörte, errichtet wurde. Allerdings war der Narva-Triumphbogen nicht als dauerhafter Bau geplant und bestand lediglich aus Holz und Gips. Das erste Tor verfiel noch innerhalb seines Baujahrs.

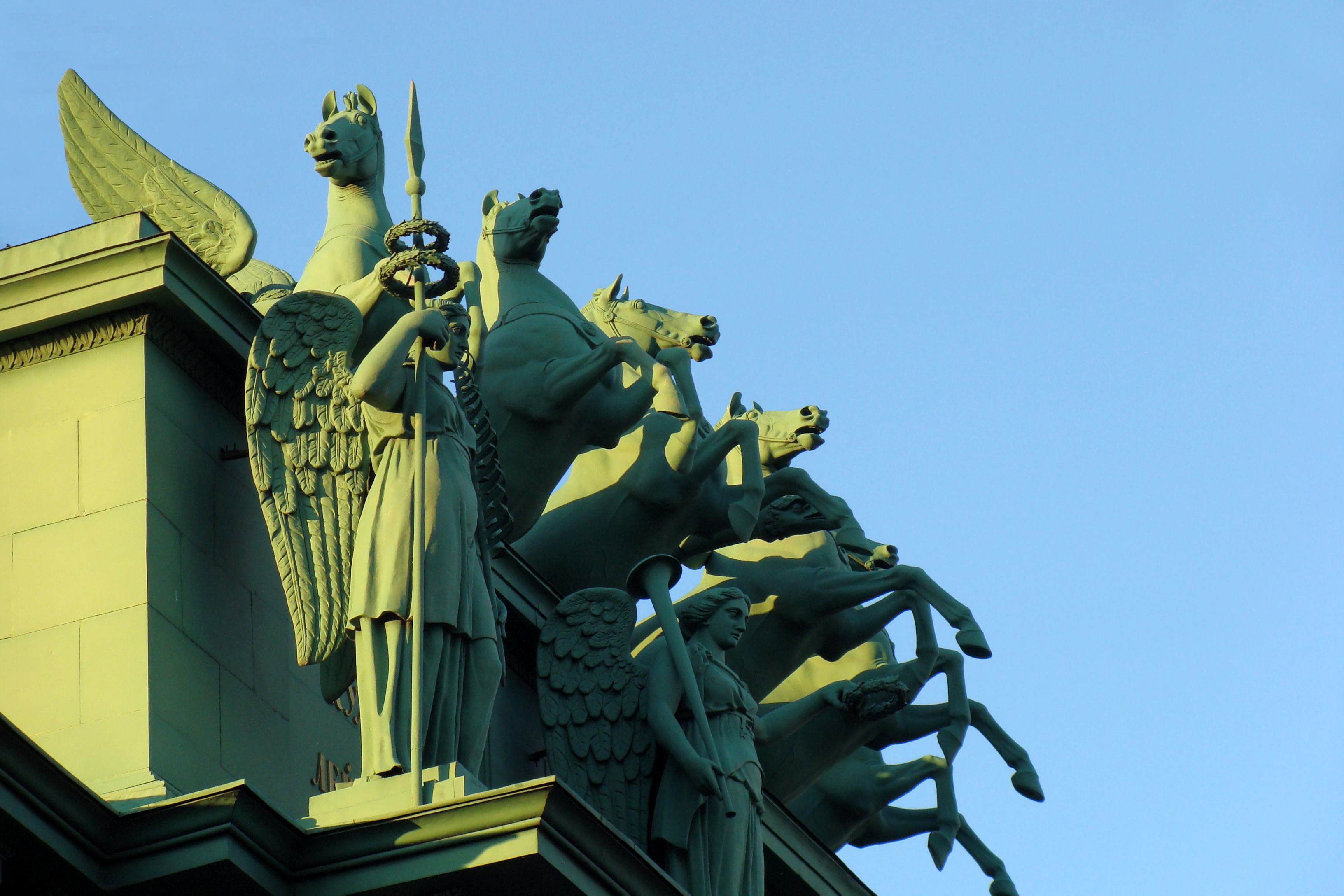
Die sechs Pferde im Wagen der Nike auf dem Triumphbogen; Foto: Ivonna Nowicka

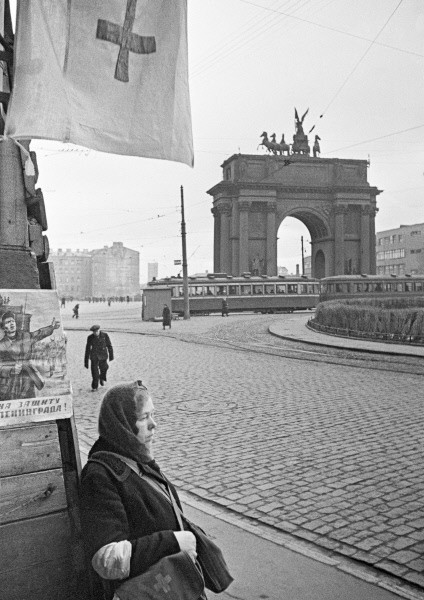
Sanitätsstützpunkt am Narva-Triumphbogen, Oktober 1941. Aufnahme:Anatoli Garanin

Später erteilte Zar Nikolaus I. den Auftrag, etwas weiter südlich ein neues Tor zu errichten, dieses Mal jedoch aus Stein. Die Grundsteinlegung fand am 26. August 1827, dem Jahrestag der Schlacht von Borodino, statt. Zwischen 1827 und 1834 wurde das Tor unter Wassili Stassow neu errichtet. Im Gegensatz zum ersten Tor bestand das neue aus Backstein, ummantelt von Kupferblech. Der Bildhauer Wassili Demut-Malinowski entwarf das Figurenprogramm. Nach römischem Vorbild wurde das Tor von einem von sechs Pferden gezogenen Wagen gekrönt (geschaffen von P. Clodt). Der Wagen wird von der geflügelten weiblichen Figur der Fama geführt, die einen Lorbeerkranz hochhält (geschaffen von S. S. Pimenow). Die acht Genien des Sieges an der Attika von N. A. Tokarew sind unter anderem mit Attributen des Ruhmes, des Sieges und des Friedens ausgestattet. Über das Tor verteilt finden sich die Namen großer Schlachten. Die feierliche Eröffnung fand am 17. August 1834 in Anwesenheit der Zarenfamilie statt und eine bronzene Gedenkmedaille wurde geprägt. Ein weiteres Tor wurde zudem an der Straße nach Moskau errichtet.
Am 22. Januar 1905 kam es im Rahmen des Blutsonntags zu Zusammenstößen zwischen kaiserlichen Truppen und friedlichen Demonstranten. Während der Belagerung Leningrads wurde das Tor schwer durch Artilleriebeschuss beschädigt. 1989 wurde ein kleines Militärmuseum eingerichtet und 2002–2003 wurde das Tor vollständig restauriert.